# Jeleń (Góry Orlickie)
Jeleń (801 m n.p.m.) — szczyt w Sudetach Środkowych, w Górach Orlickich, w województwie dolnośląskim.
Szczyt położony jest na północnym krańcu Gór Orlickich, na Wielki Europejski Dział Wodnym i góruje nad przełęczą Polskie Wrota. Na jego północno-wschodnim zboczu wznoszą się zabudowania Koziej Hali, a wschodnim zboczem, pod szczytem prowadzi widokowa Droga Orlicka. Zbudowany jest z łupków i piaskowców ciosowych z wkładkami z wapieni krystalicznych. Jest prawie w całości porośnięty lasem świerkowym i świerkowo-bukowym regla dolnego. Góra położona jest w granicach administracyjnych Dusznik-Zdroju.

## Szlaki turystyczne
Wschodnim stokiem Jelenia, Drogą Orlicką przechodzą dwa szlaki turystyczne:
- prowadzący z Lewina Kłodzkiego do Zieleńca,
- prowadzący z Zielonych Ludowych do Olešnic v Orlických horách.